# Gert Heinrich Wollheim

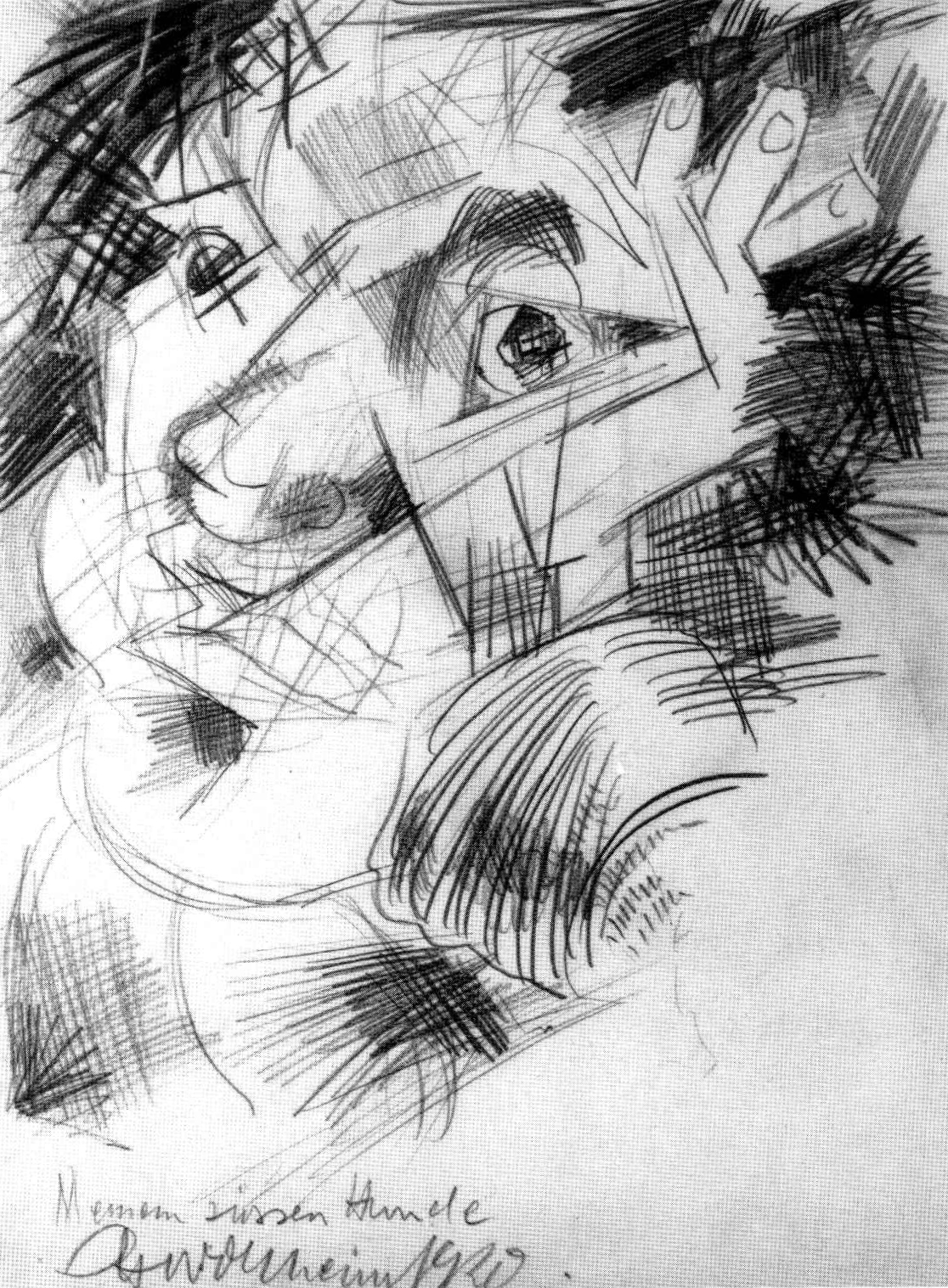
Circa 1920 – Gert H. Wollheim – Portret realizat de J. B. H. Hundt

Gert Heinrich Wollheim (n. 11 septembrie 1894 – d. 22 aprilie 1974) a fost un pictor expresionist, asociat ulterior curentului artistic Noua Obiectivitate (germană Neue Sachlichkeit).
Arta sa a fost catalogată drept „degenerată” de către regimul nazist, trei din picturile sale fiind prezentate în expoziția denigratoare numită Artă degenerată, care a avut loc în 1937.

## Biografie
În 1919 a trăit într-o „comună artistică,” la țară. Împreună cu Otto Pankok, pe care îl întâlnise la Bauhaus, școala de artă din Weimar, dorea să întemeieze o colonie artistică în Remels (Ostfriesland). La sfârșitul anului 1919 au părăsit amândoi Remels și au mers la Düsseldorf, unde au aderat la gruparea Das Neue Rheinland (traducere aproximativă în română Noua Renanie). Din această grupă mai făceau parte și Max Ernst și Otto Dix. Wollheim a devenit în 1920 atât membru al grupării Das Junge Rheinland (traducere aproximativă în română Renania tânără), cât și editor și colaborator la revistele „Der Aktivistenbund”, „Das Ey” (numită după comercianta de artă Johanna Ey) și „Das junge Rheinland”. A fost și co-fondator al coloniei de muncitori „Freie Erde” (în română Pământul liber) din Düsseldorf-Eller. 
În 1921 s-a căsătorit cu pianista Leni Stein, căreia i-a dedicat ca „zestre” o mapă  cu 12 litografii. În 1922 a inițiat împreună cu Adolf Uzarski expoziția „1. Internationale Kunstausstellung” în Düsseldorf și congresul „1. Kongress der Union fortschrittlicher internationaler Künstler” (în română Primul congres al Uniunii artiștilor progresiști internaționali).
În 1924 a fost creat tabloul în ulei pe pânză Abschied von Düsseldorf (în română Despărțirea de Düsseldorf). În 1925, Wollheim a fost membru al Novembergruppe, în Berlin. În exilul parizian, a fost unul dintre întemeietorii „L'union des artistes libres”. 
În 1947 s-a mutat la New York, a devenit cetățean american și s-a căsătorit cu Mona Eisemann, născută Loeb. Cavaler de onoare a fost Leonhard Frank. Wollheim a decedat în 1974.

## Expoziții
- 1920 – Expoziție la Galeria Johanna Ey (Düsseldorf)
- 1938 – Sunt expuse 3 tablouri în expoziția nazistă Artă degenerată
- 1993 – Retrospectivă Gert Heinrich Wollheim - Kunstmuseum Düsseldorf în Ehrenhof (24 ianuarie - 18 aprilie 1993)
- 2000 – Expoziție la August Macke Haus din Bonn
- 2001 – Galeria Remmert und Barth (Düsseldorf): Expoziția „Vom Feuerspeienden Berg zum Don Quichote“ (în română De la muntele scuipând foc la Don Quixote]